# Кольцо (фильм, 1996)
«Кольцо» (англ. The Ring) — телевизионный фильм по одноимённому роману Даниэлы Стил.

## Сюжет
Кассандра фон Готхард, жена банкира и мать двух подрастающих детей, сводит счёты с жизнью после убийства своего любовника, известного писателя Штерна. Осиротевшие Герхард и Арианна взрослеют, и девочка наследует кольцо матери, которое передавалось из поколения в поколение по женской линии.
1944 год. Ариана с братом помогают бежать другу семьи Максу, жену-еврейку которого повесили нацисты, и отдает ему картину Ренуара, подаренную ей матерью, чтобы он продал её в случае если ему понадобятся деньги. Тем временем отец-банкир, никогда не симпатизировавший нацистам, решает бежать в США, чтобы спасти сына от призыва в армию. Он с ним отправляются первыми и нелегально переходят границу со Швейцарией. При обратном переходе границы банкира убивают, а Ариана остаётся одна и вскоре её арестовывают. После войны, лишившись всего, что было ей дорого, молодая девушка уезжает из Европы в Америку, чтобы начать жизнь сначала. Ариана не расстается с единственным напоминанием о матери и потерянной семье — старинным золотым кольцом, которое стало единственным связующим звеном между прошлым и будущим, талисманом надежды и любви.

## В ролях
- Настасья Кински — Ариана фон Готхард
- Майкл Йорк — Вольмар фон Готхард
- Руперт Пенри-Джонс — Герхард фон Готхард
- Джон Тенни — Пол Лейбман
- Тим ДиКей — Макс Томас
- Джеймс Сиккинг — Сем Лейбман
- Линда Лавин — Руд Лейбман
- Лесли Карон — мадам де Сент Мар
- Алессандро Нивола — Ноель
- Пол Фримен — Марко